# Joachim Winkelhock
Joachim Winkelhock (Waiblingen, Alemania, 24 de octubre de 1960), es un piloto alemán de automovilismo. Su hermano mayor, Manfred Winkelhock, y el hijo de este Markus Winkelhock también son pilotos.

## Trayectoria
Winkelhock inició su carrera deportiva en los Renault 5 y la Fórmula Ford, dos campeonatos monomarca. Más tarde alternó entre el Deutsche Tourenwagen Meisterschaft y la Fórmula 3 Alemana; conquistó el título de la segunda en 1988. Al año siguiente, participó en las primeras siete fechas de la temporada 1989 de Fórmula 1 corriendo para el equipo Automobiles Gonfaronnaises Sportives. Ya que no logró preclasificar en ninguna ocasión, fue sustituido a mitad de temporada por Yannick Dalmas y cambió los monoplazas por los turismos.
El piloto ganó las 24 Horas de Nürburgring de 1990 y 1991 corriendo para Schnitzer Motorsport, el equipo oficial de la marca alemana BMW. Luego, resultó vencedor del Campeonato Británico de Turismos de 1993, el efímero Campeonato Asiático de Turismos en 1994, incluyendo una victoria en la Carrera de Guia (la cual repitió en 1998), y el Campeonato Alemán de Superturismos de 1995, y fue subcampeón alemán en 1997. También logró otros triunfos en carreras de resistencia, como las 24 Horas de Spa de 1995 y las 24 Horas de Le Mans de 1999, y resultó segundo en las 24 Horas de Spa de 1997, siempre con BMW.
La marca bávara había decidido no participar en el resurgido Deutsche Tourenwagen Masters. Winkelhock compitió en esa categoría entre los años 2000 y 2003 pilotando un Opel Astra, tras lo cual se retiró definitivamente de las pistas.

## Resultados

### Fórmula 1
(Clave) (negrita indica pole position) (cursiva indica vuelta rápida)

| Año     | Escudería                            | 1        | 2        | 3        | 4        | 5        | 6        | 7        | 8   | 9   | 10  | 11  | 12  | 13  | 14  | 15  | 16  | Pos. | Puntos |
| ------- | ------------------------------------ | -------- | -------- | -------- | -------- | -------- | -------- | -------- | --- | --- | --- | --- | --- | --- | --- | --- | --- | ---- | ------ |
| 1989    | Automobiles Gonfaronnaises Sportives | BRA DNPQ | SMR DNPQ | MON DNPQ | MEX DNPQ | USA DNPQ | CAN DNPQ | FRA DNPQ | GBR | GER | HUN | BEL | ITA | POR | ESP | JPN | AUS | NC   | 0      |
| Fuente: |                                      |          |          |          |          |          |          |          |     |     |     |     |     |     |     |     |     |      |        |